# Belinda Washington
Belinda María Washington Baca (Altrincham, Cheshire, Inglaterra, 29 de agosto de 1963) es una actriz, presentadora de televisión y cantante española de origen británico, de padre escocés y madre española.

## Biografía

### Presentadora
Tras cursar estudios de Derecho, Publicidad y Arte Dramático debuta ante la cámara en 1991 de la mano de Jesús Hermida en El programa de Hermida, magacín que este periodista conducía en Antena 3.
Tras esa primera toma de contacto con los medios audiovisuales, la verdadera popularidad le llegaría a través de Telecinco, donde presentó durante tres temporadas (entre 1995 y 1998) junto a José Antonio Botella "Chapis" ¡Qué me dices!, uno de los primeros espacios dedicados a la prensa rosa en la televisión de España.
La popularidad alcanzada le sirvió para que la cadena le confiara la presentación del magacín semanal De domingo a domingo (1997-1998). Después sustituyó a Carmen Sevilla en Telecupón (1999); y presentó La trituradora (1999), Grandiosas (2000), con Rosa Villacastín y Lolita Flores; y los programas pedagógicos de Televisión española El planeta de los niños (2002-2003) y Padres en apuros (2003-2004). También presentó un programa de regresiones hipnóticas por medio de hipnosis y médiums en las cadenas autonómicas Canal Sur, Telemadrid, Canal 9 etc. Flashback. Regreso al pasado (2002-2003), sustituyendo a Inés Ballester.
En 2004 fue fichada por Telemadrid para ponerse al frente del magacín de la cadena Abierto por la mañana. Desde 2006 presenta el programa Plaza Mayor en Castilla-La Mancha TV.
En 2010 presenta el programa musical, Más de 1000 canciones en Castilla-La Mancha TV.

### Actriz
Debuta como actriz en algunos episodios de la serie de Antena 3 Hermanos de leche (1994), con José Coronado. Posteriormente ha intervenido también en las series La casa de los líos (2000) y Con dos tacones (2006), Hermanos y detectives (2008), en Telecinco. En octubre del 2009 se incorporó al reparto de la serie de Telecinco, La pecera de Eva y en 2010 intervino en Valientes producida por Zebra Producciones para el canal Cuatro, trabajó también en la serie de Telecinco Homicidios con Eduardo Noriega. Su última intervención como actriz ha sido en la serie de Cuatro, Ciega a citas.
En teatro, debutó en 1994 con la obra Mejor en octubre, de Santiago Moncada, junto a Arturo Fernández. En 2008 protagonizó sobre el escenario del Teatro La Latina de Madrid la obra Como te mueras te mato.
En cine, tan solo ha realizado una breve aparición en Manolito Gafotas, 1999, de Miguel Albaladejo y un cameo en ¡Ja me maaten...!, de Juan Muñoz.
En televisión, ha sido invitada a la primera edición de Tu cara me suena, dónde imitó a Rita Hayworth interpretando Put the Blame on Mame de la película Gilda, en la séptima edición de ese programa, vuelve como invitada imitando a Louis Armstrong con la canción Wonderful World y finalmente es concursante en Tu cara me suena 8.
Desde 2016 participa en la serie de Netflix Paquita Salas, interpretándose a sí misma, como personaje recurrente en las tres temporadas realizadas hasta la fecha.

## Filmografía

### Cine
| Películas | Películas         | Películas      | Películas        |
| Año       | Título            | Personaje      | Notas            |
| --------- | ----------------- | -------------- | ---------------- |
| 1999      | Manolito Gafotas  | Madre Orejones | Papel secundario |
| 2000      | ¡Ja me maaten...! | Susan          | Papel secundario |
| 2013      | Caminante         | Mara           | Cortometraje     |

### Series de televisión
| Año             | Serie                     | Canal                  | Personaje                | Notas         |
| --------------- | ------------------------- | ---------------------- | ------------------------ | ------------- |
| 1994            | Vecinos                   | Antena 3               | Ágata                    | 19 episodios  |
| 1994            | Farmacia de guardia       | Antena 3               | Clienta                  | 1 episodio    |
| 1994            | Hermanos de leche         | Antena 3               | Emi                      | 7 episodios   |
| 1996            | Médico de familia         | Telecinco              | Belinda                  | 1 episodio    |
| 2000            | La casa de los líos       | Antena 3               | Teresa                   | 3 episodios   |
| 2003; 2009      | El comisario              | Telecinco              | Elena Barrios/Victoria   | 3 episodios   |
| 2004            | Mis adorables vecinos     | Antena 3               | Elena                    | 1 episodio    |
| 2006            | Con dos tacones           | La 1                   | Mari Mar                 | 5 episodios   |
| 2007            | Hospital Central          | Telecinco              | Periodista               | 2 episodios   |
| 2008            | Lex                       | Antena 3               | Mujer                    | 1 episodio    |
| 2008-2009       | Hermanos y detectives     | Telecinco              | Inés Altolaguirre        | 12 episodios  |
| 2009            | Somos cómplices           | Antena 3               | Susana González-Avilés   | 2 episodios   |
| 2010            | Valientes                 | Cuatro                 | Alicia Varela            | 45 episodios  |
| 2011            | Homicidios                | Telecinco              | Paulina                  | 1 episodio    |
| 2012            | Carmina                   | Telecinco              | Pilar Lezcano            | 1 episodio    |
| 2013            | Niños robados             | Telecinco              | Dolores del Prat         | 2 episodios   |
| 2014            | Ciega a citas             | Cuatro                 | Piluca Aranda            | 137 episodios |
| 2015            | Algo que celebrar         | Antena 3               | Felicidad                | 2 episodios   |
| 2015-2016; 2018 | Yo quisiera               | Divinity               | Asunta                   | 86 episodios  |
| 2016            | Lo que escondían sus ojos | Telecinco              | Pura Huétor              | 4 episodios   |
| 2016-2019       | Paquita Salas             | Netflix                | Ella misma               | 5 episodios   |
| 2018-2019       | Pasionaria Millennial     | Instagram              | Lola Cascón              | 10 episodios  |
| 2020            | Rubí                      | W Studios y Televisa   | Reina de España          | 2 episodios   |
| 2022            | Señor, dame paciencia     | Antena 3               | Candela                  | 8 episodios   |
| 2022-2024       | La que se avecina         | Prime Video            | Elisabeth "Elisa" Nevado | 4 episodios   |
| 2024            | 4 estrellas               | La 1                   | Blanca Vázquez Serrano   | 67 episodios  |
| 2024            | Eva & Nicole              | Antena 3 y Atresplayer | Renata                   | 8 episodios   |

### Programas de televisión
| Programas de televisión | Programas de televisión              | Programas de televisión | Programas de televisión    |
| Año                     | Programa                             | Cadena                  | Notas                      |
| ----------------------- | ------------------------------------ | ----------------------- | -------------------------- |
| 1991-1992               | El programa de Hermida               | Antena 3                | Colaboradora               |
| 1995-1998               | ¡Qué me dices!                       | Telecinco               | Presentadora               |
| 1997                    | Moros y cristianos                   | Telecinco               | Colaboradora               |
| 1997-1998               | De domingo a domingo                 | Telecinco               | Presentadora               |
| 1997-2001               | Telecupón                            | Telecinco               | Presentadora               |
| 1999                    | La trituradora                       | Telecinco               | Presentadora               |
| 2002                    | Grandiosas                           | Telecinco               | Presentadora               |
| 2002                    | La corriente alterna                 | Telecinco               | Colaboradora               |
| 2002-2003               | El planeta de los niños              | TVE                     | Presentadora               |
| 2002-2003               | Flashback: regreso al pasado         | Canal sur               | Presentadora               |
| 2003-2004               | Padres en apuros                     | TVE                     | Presentadora               |
| 2004                    | Abierto por la mañana                | Telemadrid              | Presentadora               |
| 2006                    | Plaza mayor                          | CMM TV                  | Presentadora               |
| 2006                    | ¡Mira quién baila!                   | TVE                     | Concursante 3ª finalista   |
| 2011                    | ¡Qué tiempo tan feliz!               | Telecinco               | Colaboradora               |
| 2011                    | Tu cara me suena 1                   | Antena 3                | Invitada                   |
| 2016                    | Amigas y conocidas                   | TVE                     | Colaboradora               |
| 2017                    | Me lo dices o me lo cantas           | Telecinco               | Concursante Ganadora       |
| 2018                    | Tu cara me suena 7                   | Antena 3                | Invitada                   |
| 2019                    | Adivina qué hago esta noche          | Cuatro                  | Invitada VIP               |
| 2019                    | Ven a cenar conmigo: Gourmet edition | Telecinco               | Concursante 3ª posición    |
| 2020                    | 1, 2, 3... hipnotízame               | Antena 3                | Concursante                |
| 2020-2021               | Tu cara me suena 8                   | Antena 3                | Concursante                |
| 2022                    | Esta noche gano yo                   | Telecinco               | Concursante                |
| 2023                    | Tu cara me suena 10                  | Antena 3                | Acompaña a Agustín Jiménez |

### Teatro
| Obras de teatro | Obras de teatro        | Obras de teatro    | Obras de teatro  |
| Año             | Título                 | Personaje          | Notas            |
| --------------- | ---------------------- | ------------------ | ---------------- |
| 1994-1995       | Mejor en octubre       | Beatriz            | Papel principal  |
| 2008            | Como te mueras te mato | Belinda Washington | Papel principal  |
| 2010            | Cómplices              | Magüi              | Papel secundario |
| 2013            | Ni para ti, ni para mí | Marta              | Papel principal  |
| 2015            | Insatisfechas          | La Mari            | Papel principal  |

## Premios
- Nominada al TP de Oro (1996) a la Mejor Presentadora por ¡Qué me dices!.
- Ganadora del TP de Oro (1997) a la Mejor Presentadora por ¡Qué me dices!.
- Ganadora del programa de televisión Me lo dices o me lo cantas (2017).

## Curiosidades
- Es autora del libro El placer de lo pequeño.
- Ha participado como concursante en el programa ¡Mira quién baila! (2005-2006).
- Fue cuñada de la actriz Miriam Díaz Aroca.
- Debutó en el año 2013 como pintora de acuarelas, con una exposición de 17 acuarelas denominada «Momentos».[7]